# Auguste Rodanet
Auguste Hilaire Rodanet, né le 5 juin 1837 à Rochefort-sur-Mer et mort le 26 août 1907 à Paris, est un horloger et inventeur français, fondateur de la maison A.-H. Rodanet à Paris et de la prestigieuse École d’horlogerie de Paris. Héritier de la tradition familiale initiée par son père, Julien Hilaire Rodanet (1810-1884), il joue un rôle déterminant dans la promotion de l’horlogerie de précision et dans la structuration de son enseignement en France. Horloger-Bijoutier des têtes couronnées et figure influente du XIXᵉ siècle, il est le premier horloger à être nommé commandeur de la Légion d’honneur, en 1900.

## Biographie

### Jeunesse et formation
Fils de Julien Hilaire Rodanet, horloger et fondateur d’une manufacture (1836) et d’une école d’horlogerie (1839), et d’Élisabeth Saumon, modiste et l’une des premières femmes photographes en France. Formé par son père, il excelle très tôt en mathématiques et en astronomie, disciplines qu’il enseigne à l’École d’hydrographie de Rochefort.
Âgé de vingt ans, il s’installe à Paris pour travailler sous la direction de Simon Vissière (1822–1887), fabricant de chronomètres et horloger officiel de la Marine impériale française. En 1858, Auguste Rodanet remporte la plus haute récompense décernée à Limoges pour avoir réalisé un chronomètre à suspension capable de déterminer les longitude en mer. Puis, entre 1858 et 1865, il perfectionne ses compétences à l’étranger, collaborant avec Charles Frodsham à Londres et Patek Philippe à Genève, où il devient chef d’atelier. Ces expériences internationales enrichissent son savoir-faire et sa vision de l’industrie horlogère.

### Carrière horlogère

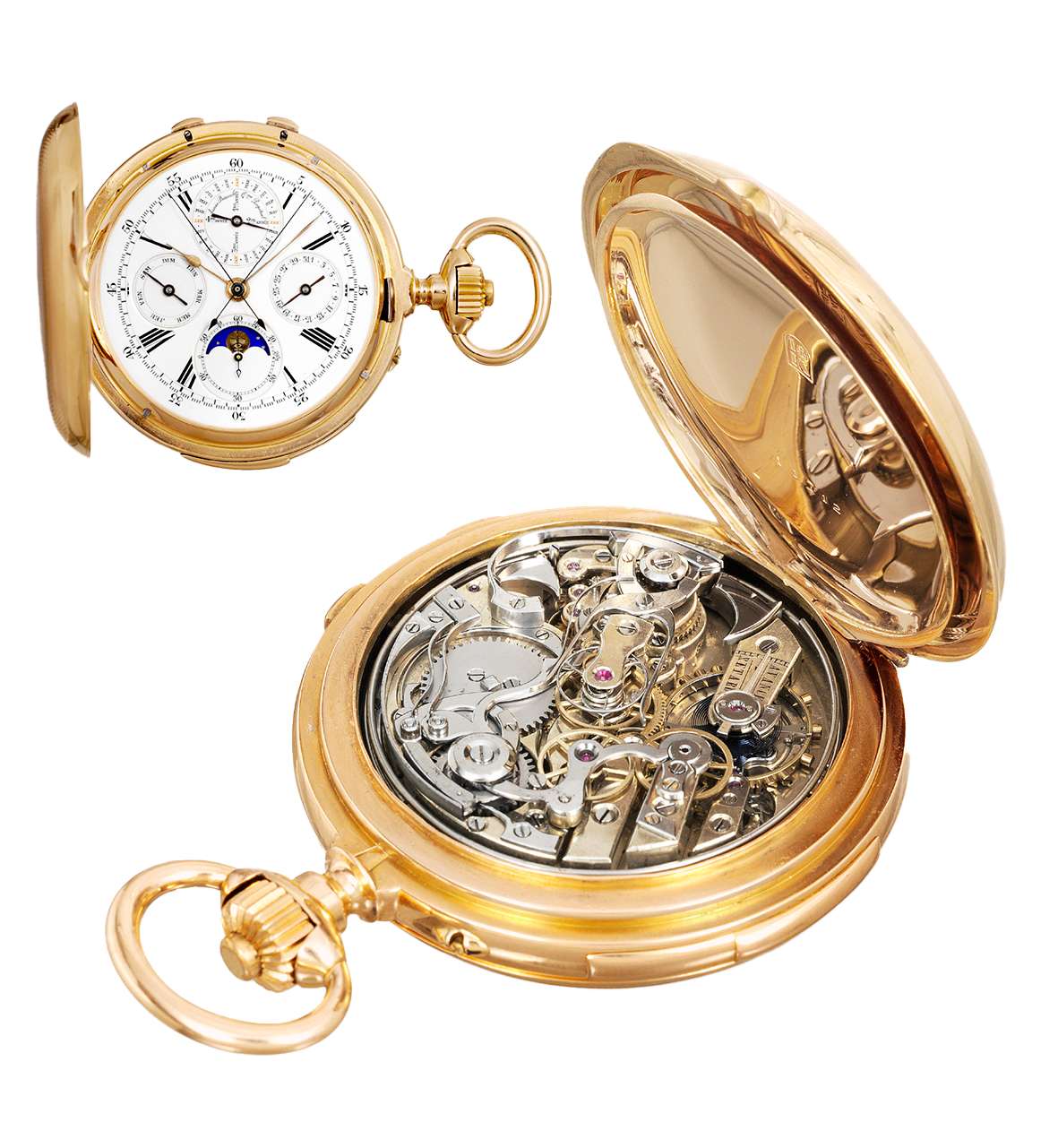
Montre A.-H. Rodanet à huit complications. Vers 1895, n°9519. Chronographe à rattrapante, calendrier perpétuel, répétition des minutes sur deux gongs, phases de lune et calendrier lunaire.

De retour à Paris en 1865, il fonde sa propre maison d’horlogerie, A.-H. Rodanet, rue Vivienne (IIe arr.) au cœur de la capitale, elle acquiert une réputation immédiate. Également, il devient le premier représentant exclusif de Patek Philippe en France. Cette collaboration dure près de quarante ans. Jean-Adrien Philippe reconnaît les qualités d'Auguste Rodanet puisque lors de l'Exposition universelle de Paris en 1878, il indique : "M. Rodanet est personnellement en mesure d'apprécier les questions d'échappements et de réglages précis, puisqu'il s'est toujours occupé des chronomètres de marine, chose qui d'ailleurs est de tradition chez lui, car son père a été l'un des plus célèbres chronométriers et fournisseurs de la marine française." Les chronomètres Rodanet font l'admiration de tous les spécialistes et amateurs d'horlogerie. Trois ans seulement après son installation rue Vivienne, le ministre Rigault de Genouilly achète sept chronomètres Rodanet sur neuf présentés au concours plaçant la maison A.-H. Rodanet au premier rang. Il devient fournisseur de la Marine impériale, de l'État et des principales sociétés de courses hippiques française. Sa clientèle compte des têtes couronnées (Napoléon III, le roi du Portugal, l’empereur du Brésil, le roi d’Espagne, la princesse Maria Pia de Savoie, le shah de Perse, le sultan de Zanzibar...) et des personnalités prestigieuses comme Gustave Eiffel et Camille Saint-Saëns.

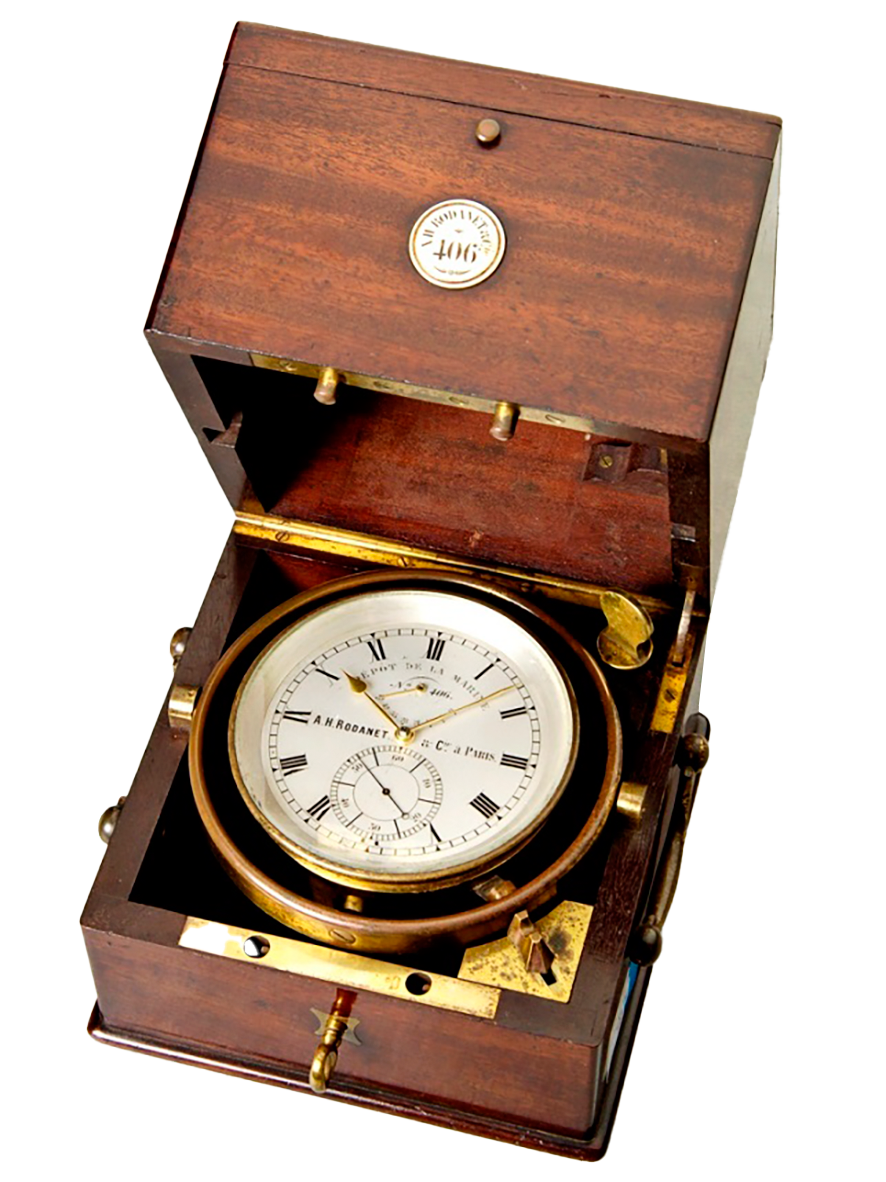
Chronomètre de marine A.-H. Rodanet

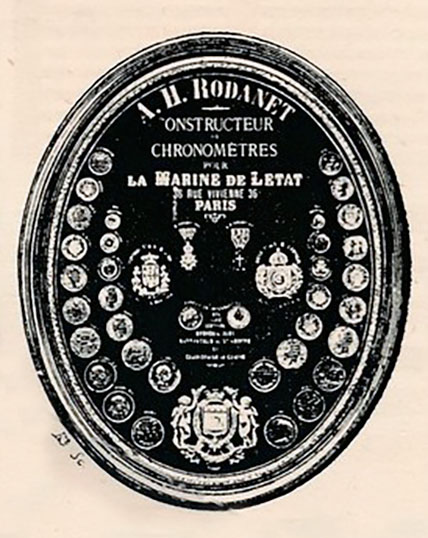
Médailles de la Maison A.-H. Rodanet en 1877

Doté d'une extraordinaire capacité de travail ajouté à une activité dévorante, ses montres obtiennent d’excellents résultats aux concours de chronométrie de l’Observatoire de Paris et sont récompensées dans de nombreuses expositions universelles (Paris, Vienne, Philadelphie, Sydney, Anvers). À l’Exposition universelle de Vienne en 1873, il innove et surprend le jury en exposant la plus petite montre chronométrique au monde, avec seulement moins d'un centimètre de diamètre. Il invente plusieurs échappements, dont un à ancre en ligne droite et un autre à ancre latérale sans repos équidistant (1887).
Rien n'est laissé au hasard pour accueillir sa clientèle. Auguste Rodanet est exigeant à la présentation de ses montres, elle se fait sur un plateau recouvert d'un velours rouge foncé avec des dorures à l'or fin sur lequel le nom de sa maison est rappelé. Bien avant ses concurrents, il comprend que mieux la pièce est mise en valeur au moment de la vente, plus le client ressent l'importance de son achat. Rodanet offre au client un cérémonial qu'il n'a pas ailleurs, à la hauteur d'un savoir-faire horloger remarquable.

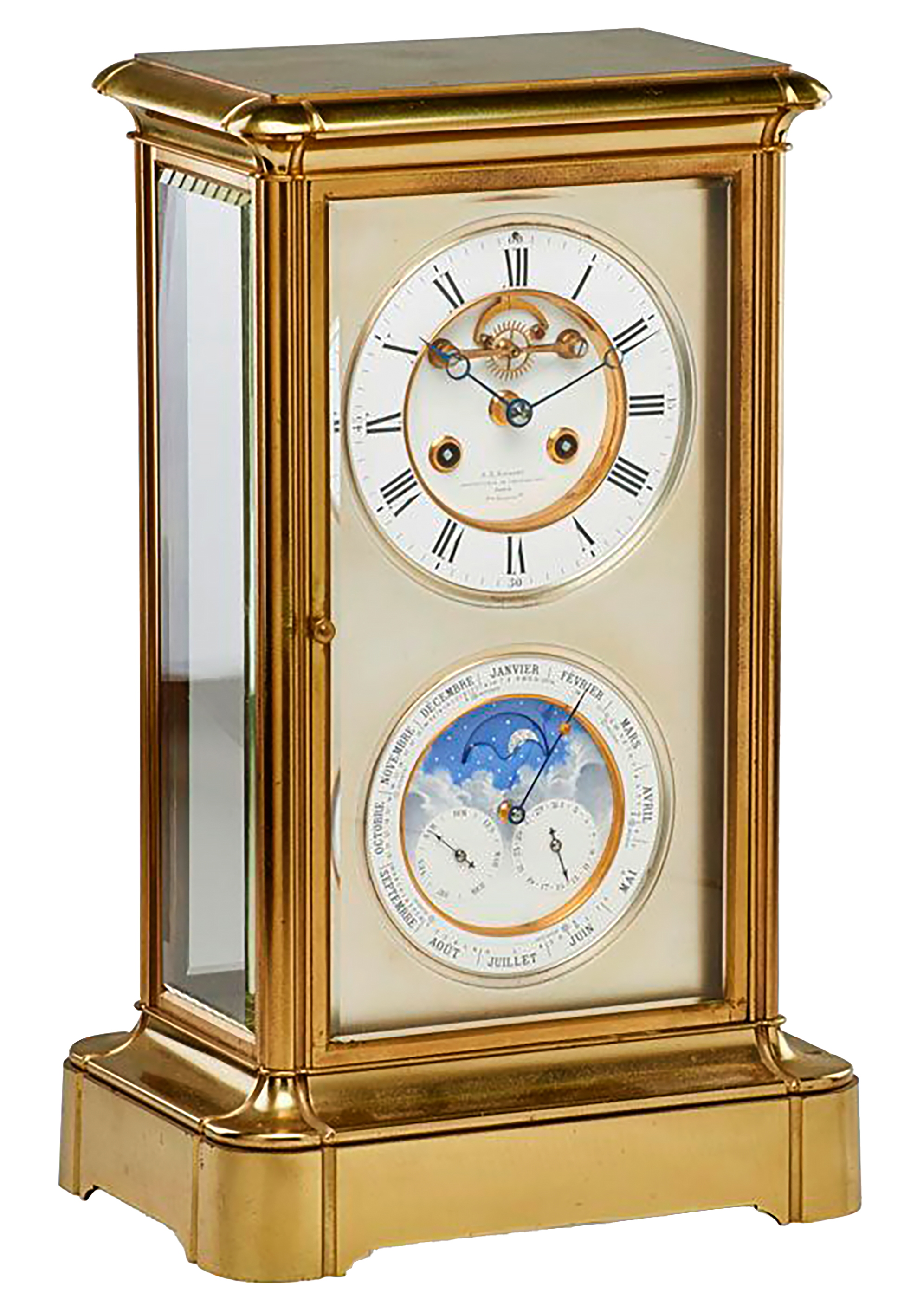
Régulateur astronomique A.-H. Rodanet

### L'École d'horlogerie de Paris

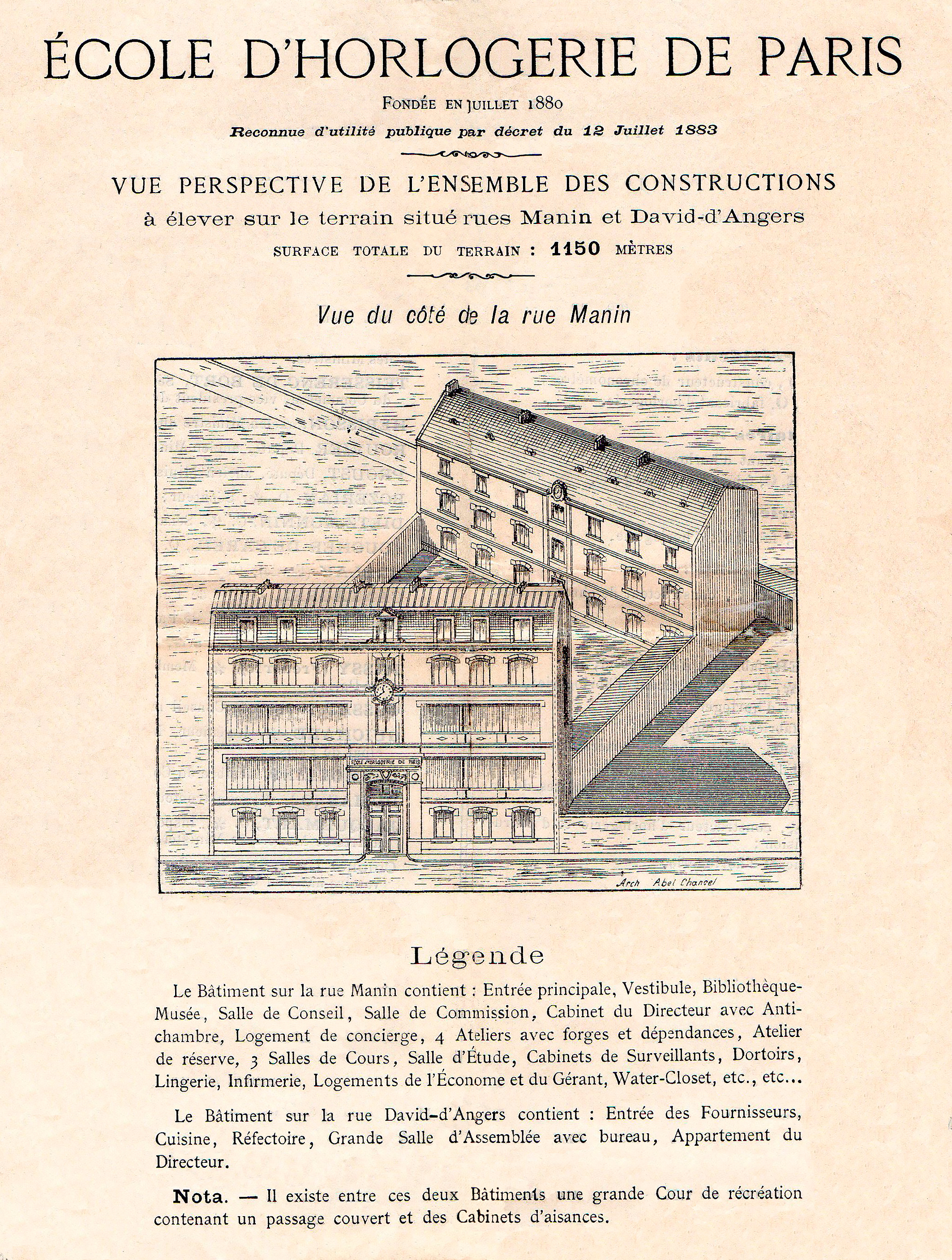
École d'horlogerie de Paris située 30, rue Manin (XIXe arr.)

En 1880, élu président de la Chambre syndicale d’horlogerie de Paris, Auguste Rodanet réussit à fédérer de nombreuses personnalités du monde de l'horlogerie avec plus de quatre-vingt membres pour fonder l’École d’horlogerie de Paris (d’abord rue du Faubourg-du-Temple, puis rue Manin). Auguste Rodanet défend la nécessite de créer une école à Paris lors de son discours au théâtre du Châtelet : « Nous reportant vers d'autres époques, glorieuses pour notre art, nos cœurs se sont émus aux souvenirs de la vieille réputation de l'horlogerie à Paris, et nos désirs les plus vifs, notre volonté la plus ferme, sont de lui rendre le grand renom qu'elle avait au XVIIIᵉ siècle. »  Les membres de la Chambre syndicale s'émeuvent de ce manque d'enseignement, de son éloignement de Paris et des conditions déplorables dans lesquelles se trouvaient les apprentis horlogers. Auguste Rodanet évoquera lors de sa conférence sur l'enseignement technique les temps difficiles de l'apprentissage : « Autrefois, l'apprentissage fort long était basé sur la servitude. Si, poussé par l'esprit d'indépendance, l'apprenti voulait briser sa chaîne, il était traqué comme un fugitif. Les gardes du métier avaient le droit de le faire arrêter, même sur la voie publique. Les années de compagnonnage accomplies, il fallait, pour devenir maître, non seulement faire un chef-d'œuvre, mais encore payer à l'État une grosse redevance. »
Le syndicat débute modestement par l'ouverture d'un cours d'adultes. Afin de réunir des fonds pour développer cette école, la Chambre syndicale organise des bals au profit de la caisse d'apprentissage à l'Hôtel Continental, non loin de la Place Vendôme. C'est un succès, 660 personnes dont 200 danseuses répondent à l'appel. L'œuvre est fondée malgré de nombreux obstacles : « Vous voulez faire une école, nous disait-on, vous ne trouverez ni professeur, ni élève, ni argent, ni local. Vous voulez créer un centre d'enseignement aussi complexe, alors que vos devanciers n'ont pu réussir, vous êtes des utopistes, vous n'arriverez à rien. »
Reconnue d’utilité publique par le Président Jules Grévy le 12 juillet 1883, l’école forme des générations de maîtres horlogers, dont beaucoup rejoignent les plus grandes maisons horlogères. L’établissement propose une pédagogie unique, combinant cours théoriques et pratiques en atelier. Sur le plan pratique, l'enseignement est dispensé par des horlogers qualifiés. Quant à la théorie, elle est enseignée par des professeurs des écoles supérieures de la Ville de Paris et de l'Université. Un musée horloger et une bibliothèque spécialisée sont créés pour l'instruction des élèves, un ensemble alors sans équivalent dans le monde avec de nombreux dons d'horlogers réputés (Paul Garnier, Louis Leroy, Edmond Jaeger, Auguste-Louis Berthoud, Simon Vissière, Charles Hour etc.) et présentant l'évolution de l'horlogerie depuis le XVᵉ siècle. 
Suite aux nombreux et brillants succès obtenus par l’École d’horlogerie de Paris lors des Expositions nationales et universelles, Auguste Rodanet reçoit en 1900 la croix de commandeur de la Légion d’honneur.

### Publications et engagement
Auteur de L’Horlogerie astronomique et civile: ses usages, ses progrès, son enseignement à Paris (1887), ouvrage de référence sur l’histoire et la pédagogie horlogère.  
Auguste Rodanet contribue à la Revue Chronométrique et prononce de nombreuses conférences sur l’enseignement technique.  
Alfred Ledieu, examinateur de sortie à l'École navale, publie avec son concours Les montres marines, description, théorie et perturbations (1877).  
Aux congrès internationaux qui se tiennent à Paris en 1889 et 1900, et dont Auguste Rodanet est l'un des vice-présidents, il présente deux rapports, l'un sur la production mécanique en chronométrie, l'autre sur la définition du chronomètre et le genre d'échappement qu'il comporte. 
Engagé dans la vie civique, il est maire du IIᵉ arrondissement de Paris de 1904 à 1907 et participe à divers conseils liés à l’assistance publique, l’enseignement technique et le commerce.  

### Fin de vie et héritage

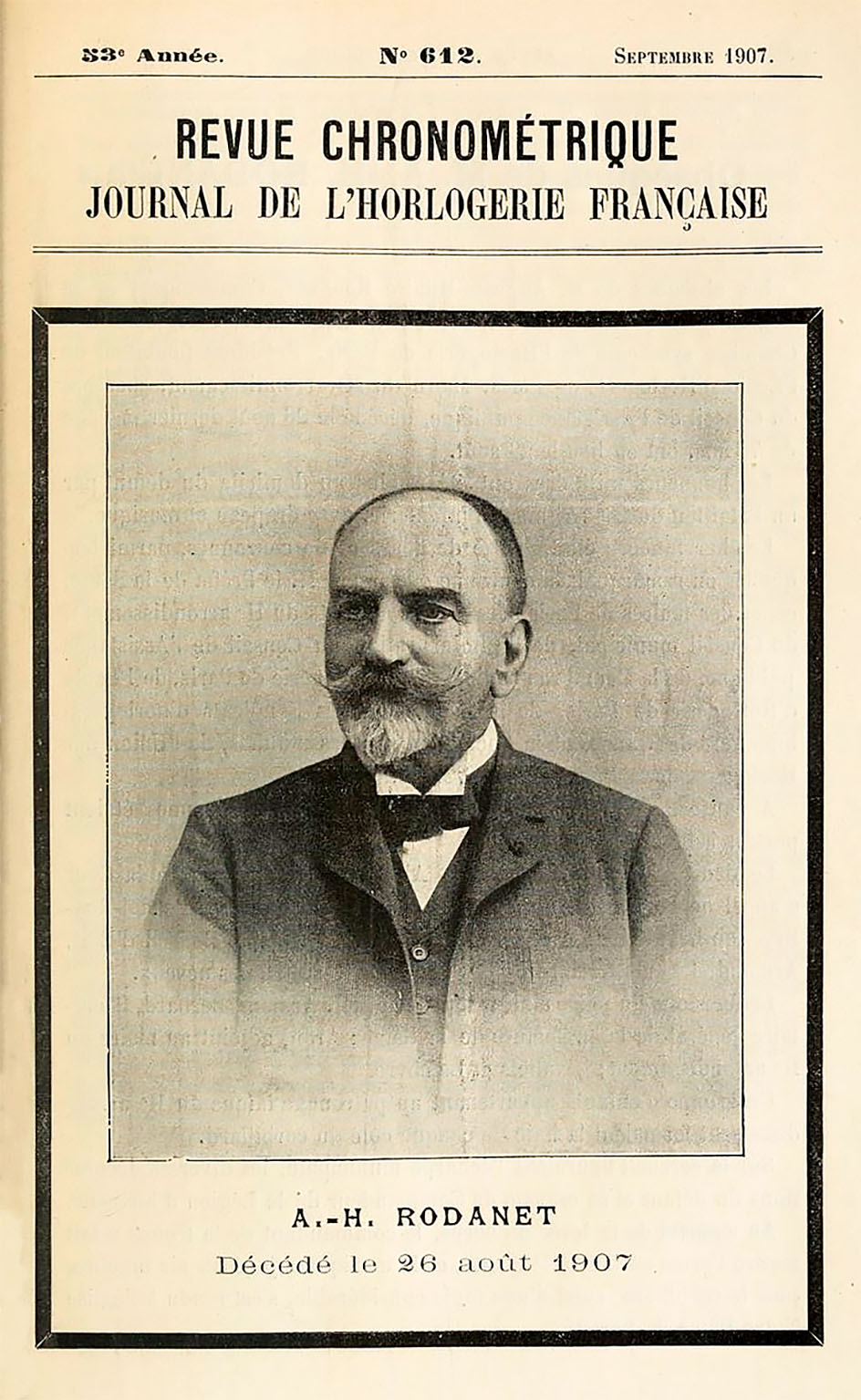
Auguste Rodanet, président du comité de rédaction du journal La Revue Chronométrique

Auguste Rodanet meurt à son domicile 82, rue Taitbout à Paris (IXe arr.) le 26 août 1907. Il est inhumé au cimetière du Père-Lachaise.  
En fin de vie, il prépare une importante manifestation franco-suisse pour marquer le centenaire de la disparition de Ferdinand Berthoud, illustre chronométrier et horloger du roi Louis XV. Ce projet, conçu pour rendre hommage à sa mémoire, ne verra pas sa présence, la mort l’emportant avant qu’il ne puisse y assister.  
De grandes funérailles sont organisées et de nombreux hommages de confrères, de représentants de la Ville de Paris et de journalistes saluent à la fois l’horloger d’exception et son inépuisable dévouement au développement de la profession à travers ses œuvres. Son plus vieil ami, Paul Garnier, grande figure de l’horlogerie française, déclara dans son discours : « Il aimait la discussion, la lutte, mais honnête et loyale ; il y joignait la sincérité des convictions : désintéressé pour lui-même, il avait horreur des procédés indélicats et n’a jamais tiré profit personnel de sa haute situation. Les hautes et justes récompenses honorifiques qu’il a obtenues, le plus haut grade dans la Légion d’honneur qui ait été attribué à un horloger, celui de commandeur, il ne s’en flattait que comme étant un honneur fait à notre corporation entière. »
Au cours du comité franco-suisse de 1907, M. André Lefèvre, Président du Conseil municipal de Paris prononce dans son discours : « Rodanet avait le culte de son métier ; il savait que l'horlogerie avait été une des plus glorieuses industrie de notre France et que notre grande cité parisienne avait été au XVIIIᵉ siècle son berceau. Il entendait lui rendre son lustre ancien et faire revivre les fières traditions du passé. Il eut la pensée de doter son pays d'une institution susceptible de remédier aux inconvénients aperçus, de prévenir les désastres entrevus et de donner à ce pays des ouvriers d'élite, capables d'unir à l'habileté de la main les qualités intellectuelles les plus sérieuses, dignes de contribuer à la prospérité de la France et au rayonnement extérieur de la patrie. »
Grâce à ses connaissances horlogères de haut niveau et à sa volonté de promouvoir un enseignement d’excellence à travers l’École d’horlogerie de Paris, Auguste Rodanet restitua à la France le rang de grande nation horlogère qu’elle avait occupé à l’âge d’or du XVIIIᵉ siècle. L’école, dotée d’un musée, d’une bibliothèque et reconnue pour ses montres de précision, demeure un témoignage concret de l’œuvre d’un industriel et philanthrope qui marqua profondément l’horlogerie française. Son neveu Henri Rodanet poursuit l’héritage familial au XXᵉ siècle, en se distinguant notamment dans la conception de montres-bracelets extra-plates et d’instruments de bord pour l’aviation et l’automobile.  

### Distinctions
- Chevalier de la Légion d’honneur en 1883
- Officier de la Légion d’honneur en 1887
- Commandeur de la Légion d’honneur en 1900
- Officier de l'ordre des Palmes académiques
- Officier de l’Instruction publique

Décoré de plusieurs ordres étrangers : 
- Chevalier de l'ordre du Christ en 1874
- Chevalier de l'ordre de Charles III en 1878
- Officier de l'ordre du Lion et du Soleil en 1878
- Chevalier de l'ordre de Léopold en 1886